# 高志航故居
高志航故居，位于中国吉林省通化市东昌区龙泉路40号，为一个省级文物保护单位，类型为近现代重要史迹及代表性建筑，公布时间为2007年5月31日。该文物保护单位由通化市文物管理委员会办公室管理。
高志航故居的历史年代为现代。
2002年8月14日，八一四空战大捷65周年纪念日，「高志航烈士纪念馆」（高志航故居）在中国人民解放军空军、通化市人民政府、北京航空联谊会等单位主持下开幕。